# فابریس لپاول
فابریس لپاول (انگلیسی: Fabrice Lepaul; ۱۷ نوامبر ۱۹۷۶ – ۲۳ مهٔ ۲۰۲۰) بازیکن فوتبال اهل فرانسه بود.
از باشگاه‌هایی که در آن بازی کرده‌است می‌توان به باشگاه فوتبال سن-اتین، باشگاه فوتبال اوسر، و باشگاه فوتبال کن اشاره کرد.
وی همچنین در تیم ملی فوتبال France U16 بازی کرده‌است.